# La Manūba
La Manūba es una ciudad de la gobernación de Manūba en Túnez. En abril de 2014 tenía una población censada de 41 670 habitantes.
Se encuentra ubicada al norte del país, cerca la costa del golfo de Túnez (mar Mediterráneo), de la capital del país, la ciudad de Túnez, y del río Meyerda.